# Baeoanusia magniclava
Baeoanusia magniclava är en stekelart som beskrevs av Girault 1915. Baeoanusia magniclava ingår i släktet Baeoanusia och familjen sköldlussteklar. Inga underarter finns listade.